# 스트란골라갈리
스트란골라갈리(이탈리아어: Strangolagalli)는 이탈리아 라치오주 프로시노네도에 위치한 코무네이다. 로마로부터 남동쪽 90km, 프로시노네로부터 남동쪽 12km 거리에 있다.